# Добринци
Добринци (болг. Добринци) — село в Болгарии. Находится в Кырджалийской области, входит в общину Джебел. Население составляет 155 человек.

## Политическая ситуация
В местном кметстве Добринци, в состав которого входит Добринци, должность кмета (старосты) исполняет Рамадан Юсуф Али (Движение за права и свободы (ДПС)) по результатам выборов.
Кмет (мэр) общины Джебел — Бахри Реджеб Юмер (Движение за права и свободы (ДПС)) по результатам выборов.